# Geldleistung
Die Geldleistung ist nach § 11 SGB I eine mögliche Form der Erbringung von Sozialleistungen neben der Sachleistung und der Dienstleistung.
Ob eine bestimmte Leistung als Geldleistung erbracht wird, ist in den besonderen Teilen des Sozialgesetzbuchs unterschiedlich geregelt. In der Sozialhilfe (SGB XII) hat die Geldleistung ausdrücklich Vorrang vor der Sach- oder Dienstleistung, soweit der Leistungsberechtigte nichts anderes wünscht und das Ziel der Sozialhilfe nicht als Sach- oder Dienstleistung erheblich besser oder wirtschaftlicher als in Form von Geldleistungen erreicht werden kann (§ 10 SGB XII).
Weitere Beispiele für Geldleistungen sind das BAföG, die Arbeitsassistenz oder das Budget für Arbeit. Das Sterbegeld als  Leistung der deutschen gesetzlichen Krankenversicherung wurde zum 1. Januar 2004 abgeschafft.

## Vorschriften zu Geldleistungen
Geldleistungen sollen in aller Regel auf ein Bankkonto des Leistungsempfängers innerhalb der Europäischen Union überwiesen werden. Sie können, wenn der Leistungsberechtigte es verlangt, ohne zusätzliche Kosten auch in Form eines Barschecks übermittelt werden (§ 47 SGB I). Allerdings haben einige besondere Teile des Sozialgesetzbuchs hiervon abweichende Vorschriften, so etwa das SGB II (Arbeitslosengeld II); dort ist die Auszahlung per Barscheck kostenpflichtig, sofern der Leistungsberechtigte nicht geltend macht, unverschuldet nicht über ein Bankkonto zu verfügen.
Eine Abzweigung von Geldleistungen an den Ehegatten und die Kinder ist möglich, sofern der Leistungsberechtigte seiner gesetzlichen Unterhaltspflicht nicht nachkommt. Zu den Kindern gehören auch die Pflegekinder und die Stiefkinder, die keinen gesetzlichen Unterhaltsanspruch gegenüber ihren Pflegeeltern bzw. Stiefeltern haben (§ 48 SGB I). Befindet sich der Unterhaltspflichtige aufgrund richterlicher Anordnung länger als einen Monat in Haft, sind die Leistungen abzuzweigen, sofern er oder die Unterhaltsberechtigten es verlangen (§ 49 SGB I). Die Behörde, die für die Unterbringung aufkommt, kann den Anspruch auf Geldleistungen abzüglich der Unterhaltsansprüche der Verwandten durch schriftliche Anzeige auf sich überleiten (§ 50 SGB I).
Eine Aufrechnung von Geldleistungen mit Forderungen gegenüber dem Leistungsberechtigten ist zulässig, soweit diese Geldleistungen der Pfändung unterliegen (§ 51 SGB I). Auch eine Verrechnung zwischen zwei Leistungsträgern ist unter diesen Bedingungen statthaft (§ 52 SGB I).
Einmalige Geldleistungen können nur dann gepfändet werden, wenn die Pfändung aufgrund der besonderen Umstände des Einzelfalls der Billigkeit entspricht. Laufende Geldleistungen können nach denselben Kriterien wie Arbeitseinkommen gepfändet werden, das heißt alles, was den Freibetrag für Arbeitseinkommen nach § 850c ZPO übersteigt, ist vorbehaltlich einer anderweitigen Entscheidung des zuständigen Vollstreckungsgerichts pfändbar.  Bestimmte Geldleistungen sind von vornherein von der Pfändung ausgenommen, z. B. Elterngeld und Mutterschaftsgeld (§ 54 SGB I).
Geldleistungen sind grundsätzlich vererbbar, soweit sie zum Zeitpunkt des Todes bereits dem Grunde und der Höhe nach festgestellt waren oder ein Verwaltungsverfahren über diese Geldleistungen zum Zeitpunkt des Todes noch anhängig war (§ 59 SGB I). Allerdings normiert das Sozialgesetzbuch eine sogenannte Sonderrechtsnachfolge: demnach stehen Ansprüche auf Geldleistungen eines Verstorbenen zunächst den nächsten Verwandten zu (Ehegatte, Kinder (auch Geschwister), Eltern (auch Großeltern oder Urgroßeltern) oder Pflegeperson), soweit sie mit dem Verstorbenen einen gemeinsamen Haushalt geführt haben oder ihn wesentlich unterhalten haben (§ 56 SGB I). Soweit diese Personen nicht innerhalb einer Frist von sechs Wochen auf die Ansprüche verzichten, haften sie wie ein Erbe in voller Höhe gegenüber dem Leistungsträger (§ 57 SGB I). Nur wenn es keine Sonderrechtsnachfolger gibt oder diese sämtlich verzichtet haben, greifen die Vorschriften des bürgerlichen Erbrechts mit der Ausnahme, dass der Fiskus kein Erbe von Geldleistungen sein kann (§ 58 SGB I).
Geldleistungen können als Vorschuss erbracht werden, soweit der Anspruch dem Grunde nach feststeht und die Berechnung der Höhe voraussichtlich eine längere Zeit in Anspruch nehmen wird. Ergibt sich nach der endgültigen Berechnung der Leistungen eine Überzahlung, entsteht ein Erstattungsanspruch des Leistungsträgers gegenüber dem Leistungsberechtigten kraft Gesetzes (§ 42 SGB I).